# 彩雲国物語 Song of Memory
『彩雲国物語 Song of Memory』（さいうんこくものがたり ソング・オーフ・メモリ）は、テレビアニメ『彩雲国物語』第1シリーズのキャラクターソングアルバムである。2008年3月7日にジェネオンエンタテインメントから発売された。

## 概要
- 第1シリーズでメインキャラクターに歌われた5曲キャラクターソングに収録して、新たに各キャラクターからのVoiceメッセージも収録されている。
- ディスクジャケットには、秀麗、劉輝、静蘭、楸瑛と絳攸がプリントされている。
- 初回特典として、ジャケット・イラストシールが封入されている。

## 曲目
1. Voice of 秀麗 [1:41]
2. 花咲くように… [4:53]
歌：紅秀麗（桑島法子）
作詞：こさかなおみ、作曲・編曲：渡辺剛
3. Voice of 絳攸 [1:41]
4. 羅針盤 [4:19]
歌：李絳攸（檜山修之）
作詞：こさかなおみ、作曲：向井成一郎、編曲：向井成一郎・二宮直樹
5. Voice of 楸瑛 [1:29]
6. 風よ [4:12]
歌：藍楸瑛（森川智之）
作詞：こさかなおみ、作曲：大久保薫、編曲：斉藤聡
7. Voice of 静蘭 [1:26]
8. いつまでも… [5:05]
歌：茈静蘭（緑川光）
作詞：こさかなおみ、作曲：宮島律子、編曲：斎藤あきら
9. Voice of 劉輝 [1:37]
10. 永遠の願い [5:09]
歌：紫劉輝（関智一）
作詞：こさかなおみ、作曲：宮島律子、編曲：渡辺剛